# Diasporus hylaeformis
Espèce
Synonymes
- Phyllobates hylaeformis Cope, 1875
- Eleutherodactylus hylaeformis (Cope, 1875)

Statut de conservation UICN

 LC  : Préoccupation mineure
Diasporus hylaeformis est une espèce d'amphibiens de la famille des Eleutherodactylidae.

## Répartition
Cette espèce se rencontre au Costa Rica et dans l'ouest du Panama de 1 500 à 2 500 m d'altitude.

## Description
Les mâles étudiés par Hertz, Hauenschild, Lotzkat et Köhler en 2012 mesurent de 16,9 à 20,9 mm et les femelles de 19,2 à 21,7 mm.

## Publication originale
- Cope, 1876 "1875" : On the Batrachia and Reptilia of Costa Rica : With notes on the herpetology and ichthyology of Nicaragua and Peru. Journal of the Academy of Natural Sciences of Philadelphia, sér. 2, vol. 8, p. 93–154 (texte intégral).